# Isabel Mestres Núñez
Isabel Mestres Núñez (El Masnou, 10 de desembre de 1947) és una actriu catalana.

## Formació
Després de cursar estudis a l'Escola de Belles Arts de Barcelona, comença la seva activitat laboral treballant com a dissenyadora. No obstant això, paral·lelament comença a fer incursions en teatres independents amb obres com Cuentos para la hora de acostarse o La cueva de Salamanca, que finalment la porten a cursar estudis d'art dramàtic a l'Institut del Teatre de Barcelona.

## Carrera
El 1974 es traslladà a Madrid per a debutar al cinema amb No profanar el sueño de los muertos, de Jordi Grau. Aquest mateix any participà a La Regenta, de Gonzalo Suárez. Al llarg de la següent dècada intervingué en títols interessants que li donaren l'oportunitat de treballar amb alguns dels millors directors del moment com Elisa, vida mía (1977), de Carlos Saura, Salomé (1978), de Pedro Almodóvar, Jugando a papás (1978), de Joaquim Coll Espona, Salut i força al canut (1979), de Francesc Bellmunt, La muchacha de las bragas de oro (1980), de Vicente Aranda, Los últimos golpes del Torete (1980), de José Antonio de la Loma, Gary Cooper, que estás en los cielos (1980), de Pilar Miró o Truhanes (1980), de Miguel Hermoso.
Des de l'inici dels anys 1980 començà també a treballar a la televisió, i participà en sèries de prestigi: Cervantes, Los gozos y las sombras (1982), Don Baldomero y su gente (1982), Los desastres de la guerra (1983), Anillos de oro (1982) o Vísperas (1987). A més, va presentar durant cinc anys, des del 1982, el programa de televisió sobre actualitat cinematogràfica De película.
No obstant això, les seves aparicions a partir del 1987 es tornaren cada vegada més espaiades, i finalment roda la seva última pel·lícula el 1996. En aquesta última etapa va realitzar alguns treballs al teatre, com La casa de los siete balcones (1990), d'Alejandro Casona, amb Mary Carrillo; Trampa para pájaros (1990), de José Luis Alonso de Santos; Una luna para el bastardo (1994), d'Eugene O'Neill o Destino Broadway, (1996), amb Amparo Baró i Luis Prendes.